# Minneapolis-Saint Paul

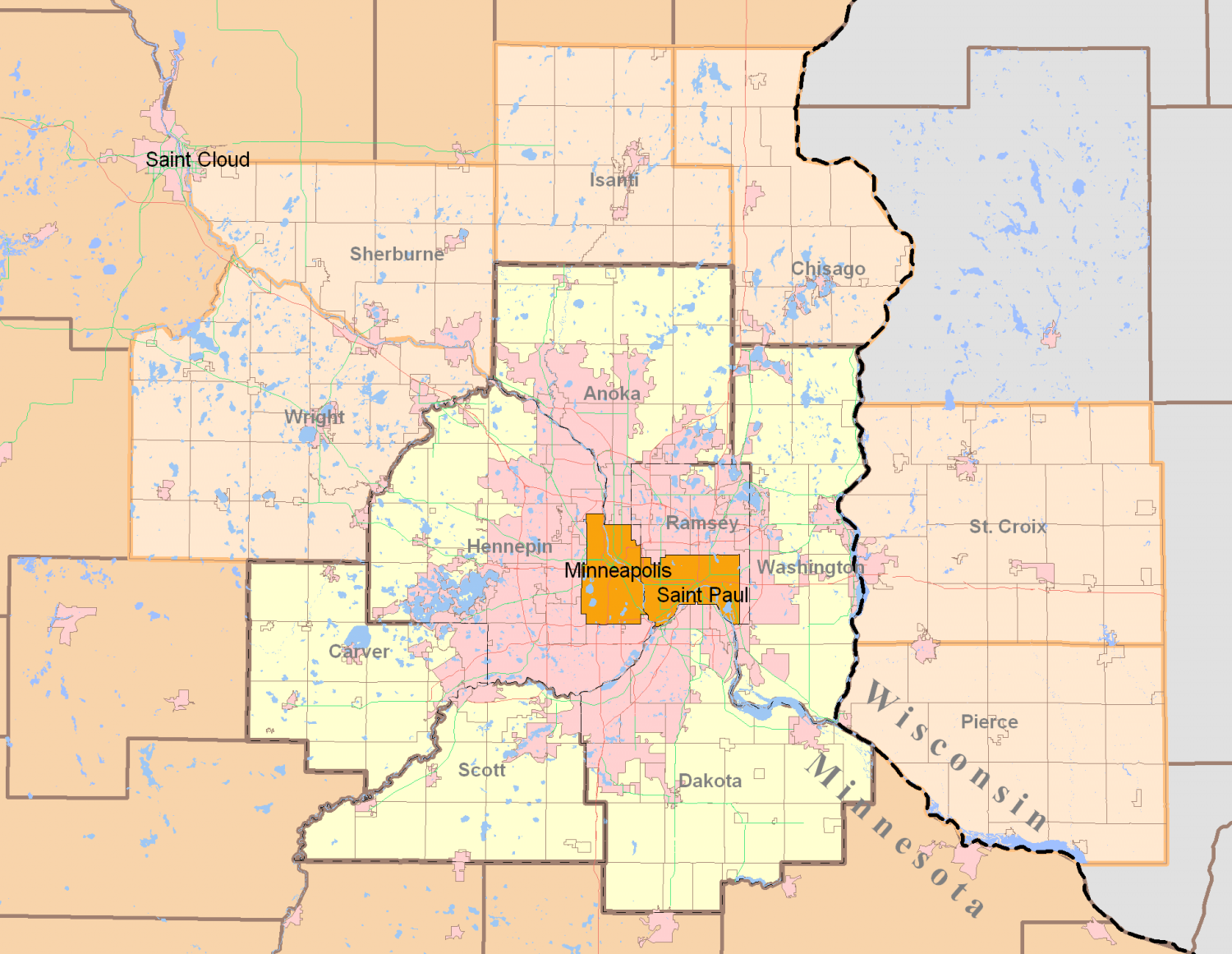

Minneapolis-Saint Paul – The Twin Cities – to piętnasty pod względem liczby ludności obszar metropolitalny w Stanach Zjednoczonych i najgęściej zaludniony obszar w Minnesocie. Największe miasta to Minneapolis, Saint Paul i Bloomington. Cały obszar liczy ponad trzy miliony mieszkańców.